# Jam Handy
Jam Handy (n. 6 martie 1886, Pennsylvania, SUA – d. 13 noiembrie 1983, Detroit, Michigan, SUA) a fost un înotător ce a reprezentat Statele Unite ale Americii, medaliat olimpic. A participat la 2 ediții ale Jocurilor Olimpice (1904, 1924) în care a câștigat două medalii de bronz.